# 971
971 (CMLXXI) var ett normalår som började en söndag i den julianska kalendern.

## Händelser

### Okänt datum
- Efter Culens död efterträds han som kung av Skottland av sin släkting Kenneth II.

## Födda
- Kushyar ibn Labban, persisk matematiker, geograf och astronom.

## Avlidna
- Culen, kung av Skottland sedan 967